# Arckanum
Arkcanum (лат. «таємний»)  – шведський блек-метал-гурт, заснований у 1992 році. Єдиним беззмінним учасником проекту є Йохан «Шамаате» Лахер. Шамаате також є автором окультної літератури і пише під іменами Vexior / Ekortu. Його перша опублікована робота під назвою «PanParadox: Pan At Chaos» видана 13 липня 2009 року компанією Ixaxaar. Його друга книга, «Gullveigarbok», видана в грудні 2010 року Fall of Man. Його остання книга побачила світ 21 грудня 2014 року під назвою «Ursarsyngi» – серійне видання, присвячене традиції Thursatru.

## Історія
Йохан «Шамаате» Лахер був учасником гурту Conquest з одинадцяти років, пізніше гурт обрав для себе нову назву - Grotesque. Після виходу з Grotesque, Shamaatae разом зі своїм братом Сатаросом сформували гурт технічного дет-металу під назвою Absorption, але потім змінили назву грту на Disinterment. Гурт записав одну демоверсію і зіграв кілька концертів, перш ніж завершити свою діяльність. Укіннці 1992 року Шамаате вирішив повернутися до блек-металу, розпочавши діяльність Arckanum. в 1993 году Loke Svarteld був гітаристом, а Sataros – вокалістом.Після шести місяців існування гурту, Arckanum став сольним проектом Шамаате. До 1998 року Йохан Лахер співпрацює з Necropolis Records, а після банкруцтва лейблу розпочинає роботу над написанням книг, зокрема на теми сатанізму, хаос-гностицизму, рунічної магії, давньоскандавських традицій. У той же час він працює над своїм музичним проектом та грає на барабанах у The Hearsemen.
1 червня 2009 року виходить у світ альбом ÞÞÞÞÞÞÞÞÞÞÞ. В якості запрошеного музиканта у альбомі ÞÞÞÞÞÞÞÞÞÞÞ виступив Set Teitan (Dissection, Watain). Останній альбом Arckanum, Den förstfödde, виданий 29 вересня 2017 року.
На початку 2018 року гурт припиняє діяльність у зв’язку з поглибленням Шамаате у письменництво та духовну філософію.

## Тексти пісень
Тексти пісень Arckanum зокрема стосуються поклонінню Хаосу, анти-космічного сатанізму. Шамаате створював тексти давньошведською мовою, яку вивчав багато років з біблійних текстів та юридичних книг 1300-1500 років та  досліджень науковців щодо граматики забутої мови. За словами самого автора, його надихало вивчення хаосу, філософії, магії та шведського фольклору.

## Дискографія

### Альбоми
- Fran marder (15 травня 1995 р.) Некрополь
- Kostogher (20 лютого 1997 р.) Некрополь
- Kampen (1998 р.) Некрополь
- 11-річний ювілейний альбом (1 листопада 2004 р.) Carnal (збірник)
- Antikosmos (21 червня 2008 р.) Debemur Morti/Moribund
- ÞÞÞÞÞÞÞÞÞÞÞ (29 травня 2009 р.) Debemur Morti
- Sviga læ (18 жовтня 2010 р.) Regain Records
- Helvítismyrkr (16 вересня 2011 р.) Season of Mist
- Fenris Kindir (10 травня 2013 р.) Season of Mist
- Den förstfödde (29 вересня 2017 р.) Folter Records

### Демо
- Demo ‘93 (1993)
- Trulen (1994)

### EP
- Boka vm Kaos (лютий 2002 р.)
- Kosmos wardhin dræpas om sin / Emptiness Enthralls (лютий 2003) (спліт-реліз з Contamino)
- Kaos svarta mar / Skinning the Lambs (14 червня 2004 р.) Carnal (спліт-реліз з Svartsyn)
- Antikosmoso (11 квітня 2008 р.)
- Hadelik(7 вересня 2008 р.) (Спліт-реліз з Sataros Grief)
- Þyrmir (30 жовтня 2009 р.)